# Pleurostachys tenuiflora
Pleurostachys tenuiflora är en halvgräsart som beskrevs av Adolphe-Théodore Brongniart. Pleurostachys tenuiflora ingår i släktet Pleurostachys och familjen halvgräs. Inga underarter finns listade i Catalogue of Life.